# Zemira bodalla
Zemira bodalla is een slakkensoort uit de familie van de Pseudolividae. De wetenschappelijke naam van de soort is voor het eerst geldig gepubliceerd in 1966 door Garrard.